# M-12 (Pakistan)

De M-12 of سمبڑیال-کھاریاں (Urdu: موٹروے 12) of Sambrial-Kharian Motorway is een autosnelweg in aanleg in Pakistan. De M-12 wordt 69 kilometer lang en verbindt de M-11 in Sambrial met de M-13 in Kharian. De aanleg begon in juli 2022.
M-1 ·
M-2 ·
M-3 ·
M-4 ·
M-5 ·
M-6 ·
M-7 ·
M-8 ·
M-9 ·
M-10 ·
M-11 ·
M-12 ·
M-13 ·
M-14 ·
M-15 ·
M-16 ·
L-20